# Kompendium
Kompendium eller kompendie (lat. af com og pendo, 'vejet sammen') er en forkortning, kort sammenfatning eller et uddrag.
Kan bruges som betegnelse for en kortfattet lærebog (ledetråd) og for en sammentrængt fremstilling af en videnskabs hovedindhold.
Udtrykket bruges også inden for fotografering om en særlig form for modlysblænde, en indstillelig bælg, især ved teknisk fotografering.